# Planchonella skottsbergii
Planchonella skottsbergii är en tvåhjärtbladig växtart som beskrevs av André Guillaumin. Planchonella skottsbergii ingår i släktet Planchonella och familjen Sapotaceae. Inga underarter finns listade i Catalogue of Life.